# Thomsonfly
Thomsonfly is een Britse voormalige luchtvaartmaatschappij met London Luton in het Verenigd Koninkrijk als thuishaven. Ze voerde zowel lijn- als passagiersvluchten uit, voornamelijk naar vakantiebestemmingen. In 2008 werd Thomsonfly samengevoegd met First Choice Airways tot Thomson Airways.
Thomsonfly was een onderdeel van de grootste vakantievloot van Europa: samen met zes andere luchtvaartmaatschappijen behoorde ze tot de TUI Airlines alliantie, dat een onderdeel is van de TUI Group, de grootste toerismegroep in Europa. TUI Airlines groepeert ArkeFly (Nederland), Jetairfly (België), Corsair International (Frankrijk), TUIfly (Duitsland), Thomsonfly (Verenigd Koninkrijk) en TUIfly Nordic (Zweden) met een vloot van meer dan honderd toestellen.
De lijnvluchten bestonden uit een Low-fare-service naar 20 Europese steden.
De bases van deze maatschappij was Birmingham, Bournemouth, Bristol, Cardiff, Coventry (CVT), Glasgow, Liverpool, Londen Gatwick, Londen Luton, Londen Stansted, Manchester, Newcastle, Robin Hood Doncaster Sheffield and Durham Tees Valley.

## Geschiedenis
De maatschappij werd opgericht op 1 december 1961 als Euravia door Ted Langton, die een betrouwbare luchtvaartmaatschappij nodig had om aan de vraag naar chartervluchten voor zijn reisbedrijf te voldoen. De eerste vlucht werd gemaakt op 5 mei 1962 met een kleine vloot Lockheed Constellations voor touroperator Universal Sky Tours.
Op 16 augustus 1964 werd de maatschappij herdoopt in Britannia Airways, nadat men de vloot veranderde in Bristol Britannia turboprop vliegtuigen. In 1965 werd Britannia een onderdeel van Thomson, een Britse touroperator die deel uitmaakte van de International Thomson Organisation. Britannia begon zijn vloot uit te rusten met Boeing 737-200 in 1968 en was daarmee de eerste Europese maatschappij die dat type zou gebruiken, net zoals dit later het geval was met de Boeing 767. In augustus 1988 kocht de Thomson Travel Group Horizon Travel en de bijhorende luchtvaartmaatschappij Orion Airways, die geïntegreerd werd in Britannia. Midden jaren ’90 werd heel de vloot omgevormd naar een volledige Boeing 767 en Boeing 757 vloot. In 1998 Nam de Thomson Travel Group Scandinavian Holiday, Fritidsresor Group en hun maatschappij Blue Scandinavia over, die werd omgedoop in Britannia Scandinavia en nu onder de naam TUIfly Nordic vliegt.
In 2001 werden de Thomson Travel Group en Britannia Airways overgenomen door het toenmalige Preussag AG, dat later TUI AG zou worden, Europa's grootste toerismegroep. In 2005 werd Britannia Airways omgevormd tot Thomsonfly naar aanleiding van de herstructurering en de nieuwe marketingstrategie van de TUI Group en werd het opgenomen in de TUI Airlines alliantie.

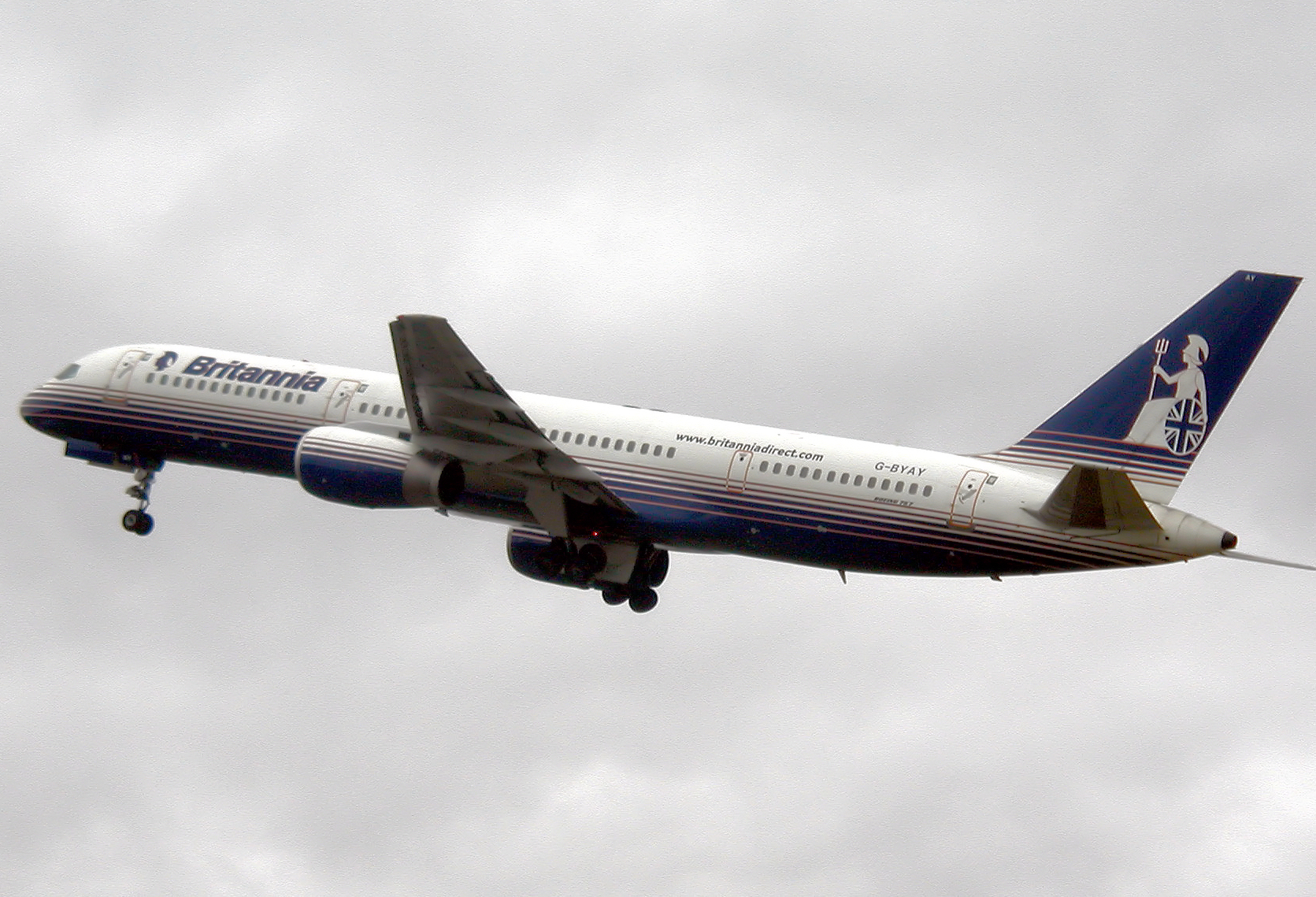
Britannia Airways Boeing 757-200
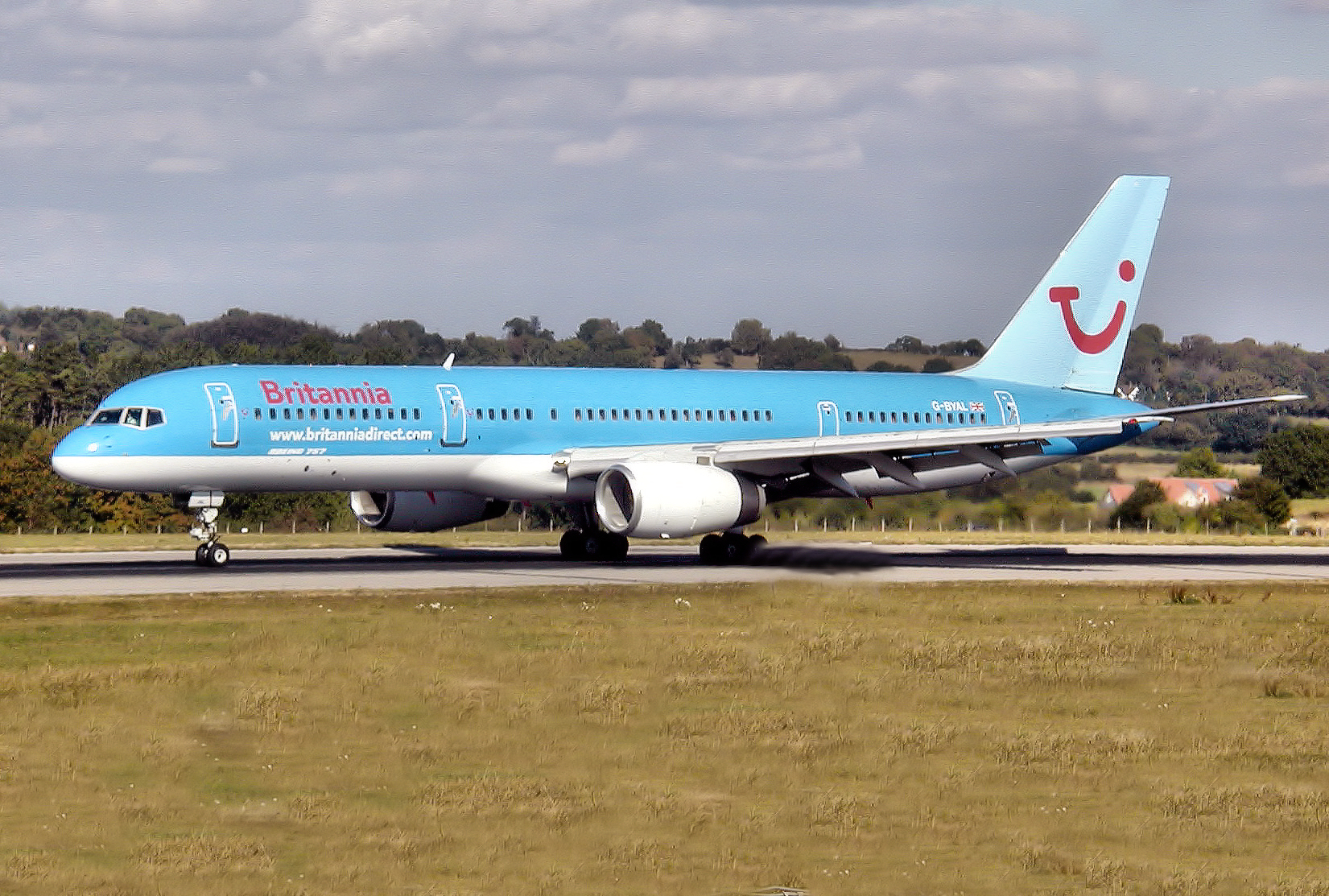
Britannia Airways in Thomson kleuren

## Vloot
Vloot van TUI Airways per mei 2018
| toestel           | aantal | bestellingen | toevoeging                             |
| ----------------- | ------ | ------------ | -------------------------------------- |
| Boeing 737-800    | 33     | -            |                                        |
| Boeing 737 MAX 10 | 14     | -            |                                        |
| Boeing 757-200    | 14     | -            |                                        |
| Boeing 767-300    | 4      | -            | Allemaal uitgeleend aan TUI fly Nordic |
| Boeing 787-8      | 8      | -            |                                        |
| Boeing 787-9      | 5      | 1            | afgeleverd uiterlijk juni 2020         |
| totaal            | 62     | 17           |                                        |